# ITU Telecom World
ITU Telecom World este un eveniment organizat odată la trei ani de Uniunea Internațională a Telecomunicațiilor (UIT).
Până în 2006, Geneva a găzduit toate edițiile ITU Telecom World de la debutul evenimentului în 1971.
În anul 2003, evenimentul a strâns peste 100.000 de vizitatori și aproximativ 900 de expozanți din peste 50 de țări.